# Tomas Jonsson
Alf Tomas Jonsson (Falun, 12 aprile 1960) è un allenatore di hockey su ghiaccio ed ex hockeista su ghiaccio svedese.
Ha giocato nella National Hockey League con la maglia dei New York Islanders e degli Edmonton Oilers. Con i connazionali Mats Näslund e Håkan Loob è stato uno dei primi 3 membri del Triple Gold Club.

## Palmarès

### Club
- Stanley Cup: 2

New York Islanders: 1982, 1983
- Campionato svedese: 1

Modo: 1978-1979

### Nazionale
- Giochi olimpici invernali:

 Lillehammer 1994
 Lake Placid 1980
- Campionati mondiali di hockey su ghiaccio:

 1991
 1981
 1986
 1990
 1995
 1979

#### Giovanili
- Campionato del mondo di hockey su ghiaccio Under-20:

 1978
 1979
 1980
- Campionato europeo di hockey su ghiaccio Under-18:

 1977

### Individuali
- Guldpucken: 1

1994-1995
- Triple Gold Club:

1994
- IIHF Hall of Fame:

2000